# 臉樂隊
臉樂隊（英語：Faces）是小臉樂隊在主唱/吉他手史帝夫·馬里奧特出走並組建Humble Pie後，由剩餘成員—伊恩·麥克拉根（鍵盤）、羅尼·蓮恩（貝斯）和肯尼·瓊斯（爵士鼓與打擊樂器）—以及前傑夫·貝克樂隊成員的洛·史都華（主唱）和羅尼·伍德（吉他）於1969年組成的英國搖滾樂團。

## 歷史
在組成臉樂隊之前，雙方人馬的第一次互動是在一個名為Quiet Melon的樂團中，參與者除上述五人外還有金·加德納和伍德的哥哥亞特·伍德。1969年5月，他們錄製了四首歌曲，並在史都華和伍德向傑夫·貝克樂隊承諾的時間內進行了一些演出。那年夏天，伍德和史都華與傑夫·貝克分道揚鑣，並加入了蓮恩、麥克拉根和瓊斯的行列並將團名改成了臉樂隊。在臉樂隊發行任何作品之前，伍德與麥克拉根就先出現在史都華1969年的首張個人專輯《An Old Raincoat Won't Ever Let You Down》中了。這張專輯的伴奏樂團成員還包括鼓手米奇·沃勒、鍵盤手基思·埃默森、吉他手馬丁·普優和馬丁·奎滕頓。
隨著伍德和史都華的加入，原團名的「小」被去掉了，部分是因為兩位新人的身高（分別為175.3公分和177.8公分）都很明顯的高過於其他三位成員。唱片公司方希望樂團保留他們原來的名字來利用小臉樂隊早期的成功；然而，樂團則以人事變動會導致樂團與小臉樂隊有很大不同為由反對。作為妥協，在美國他們的首張專輯被註名為小臉樂隊作品，而隨後的專輯以他們的新名字發行。

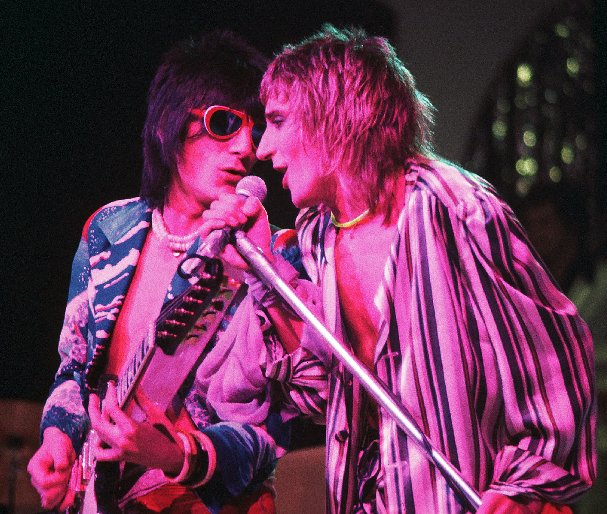
1975年，與臉樂隊一同演出的羅尼·伍德（左）和洛·史都華（右）

樂團在1970年至1975年期間開始在英國、歐洲和美國進行常規性巡演，並且樂團是當時最暢銷的現場表演藝人之一；他們的巡迴演出地點還包括澳洲、紐西蘭和日本。他們在1975年巡演了美國和加拿大。他們最成功的歌曲之一是〈Had Me a Real Good Time〉，以及他們的英國爆紅歌曲〈Stay with Me〉、〈Cindy Incidentally〉和〈Pool Hall Richard〉。隨著洛·史都華的個人生涯比樂團還更加成功，臉樂隊相比之下變得黯然失色。失望的羅尼·蓮恩於1973年離開樂團，後來他給出的退團原因是因為沒有更多擔任主唱的機會而感到沮喪。
蓮恩的貝斯手之位由山内哲夫接手（前些時間他也在取代了自由樂團的貝斯手安迪·福瑞澤）。臉樂隊的最終錄音室專輯《Ooh La La》就在蓮恩退出的幾個月前發行。
1974年，臉樂隊發行的現場專輯《Coast to Coast: Overture and Beginners》屢獲差評，專輯內容為1973年末山内第一次與樂團的巡演。他們為下一張錄音室專輯錄製了一些曲目，但卻失去了製作熱情。他們作為一個樂團的最終發行作品是1974年末英國排行榜前20名單曲〈You Can Make Me Dance, Sing or Anything〉。1975年伍德開始與滾石樂團合作，這使史都華和其他人之間產生了分歧，在結束了糟糕的美國巡演後，同年12月樂團正式宣布解散。

### 臉樂隊之後
成員們在解散後各自步上了不同的職業生涯：伍德正式加入了滾石樂團；蓮恩組成了樂團Slim Chance並且有個不錯的個人事業發展，他還與何許人合唱團吉他手皮特·湯申德合作了專輯《Rough Mix》，但隨著自己診斷出多發性硬化症後終止了個人音樂事業；瓊斯在凱思·穆恩去世後加入何許人合唱團以替代他；麥克拉根搬到了美國，並組建了自己的樂團伊恩·麥克拉根和碰撞樂團（英語：Ian McLagan & the Bump Band）。麥克拉根於2004年在阿肯色州史密斯堡接受《Times Record》記者史考特·史密斯（Scott Smith）採訪時提到湯申德也曾邀請過他加入何許人合唱團，但他當時已經答應基思·理查兹要來擔任滾石樂團的巡演伴奏者。山内哲夫回到了故鄉日本繼續以爵士樂手身分繼續演出和錄製作品。1975年到1978年，原小臉樂隊成員的馬里奧特、蓮恩、瓊斯、麥克拉根再度回歸並發行兩張全新的錄音室專輯（但蓮恩在1977年先行退出）。1981年，羅尼·蓮恩和史帝夫·馬里奧特合作了專輯《The Legendary Majik Mijits》。
臉樂隊在洛·史都華1986年在溫布利球場演出安可時登台演出。羅尼·蓮恩因受多發性硬化症影響而無法彈貝斯，在台上只能坐輪椅唱歌，貝斯由比爾·懷曼代彈。同一陣容（無蓮恩）再度出現於1993年，當史都華獲頒全英音樂獎的終身成就獎時。蓮恩最後一次現場演出是在1992年與伊恩·麥克拉根一同出現在羅尼·伍德的表演中。1997年6月4日，蓮恩因肺炎離世。
2004年，犀牛唱片發行了名為《Five Guys Walk into a Bar...》的4碟裝Boxset，其中包括許多樂團最受歡迎以及之前未發行的幾首歌曲。鼓手肯尼·瓊斯與歌手羅伯特·哈特（前壞公司合唱團成員）、貝斯手瑞克·威爾斯（前外國人合唱團成員）等人組成樂團瓊斯幫。2005年，他們的第一首單曲〈Angel〉在《告示牌》的熱門單曲銷售排行榜上名列第一。
在2004年和2005年初，在世的四名臉樂隊成員有數次的重聚，但沒有一次是全到齊的：2004年5月，瓊斯與伍德在麥克拉根於倫敦The Mean Fiddler的音樂會上上台一同演出。2004年8月，伍德和麥克拉根參與了史都華在好萊塢露天劇場的演出。伍德也出現在史都華在2004年的多場演出，包括在紐約麥迪遜廣場花園、皇家阿爾伯特音樂廳和在倫敦的街頭演出。2005年3月，麥克拉根加入了羅尼·伍德的樂團在倫敦的演出，同時在安可時也有瓊斯來客串；同年12月伍德也參與了伊恩·麥克拉根和碰撞樂團在德州休士頓的三場表演。

### 重聚

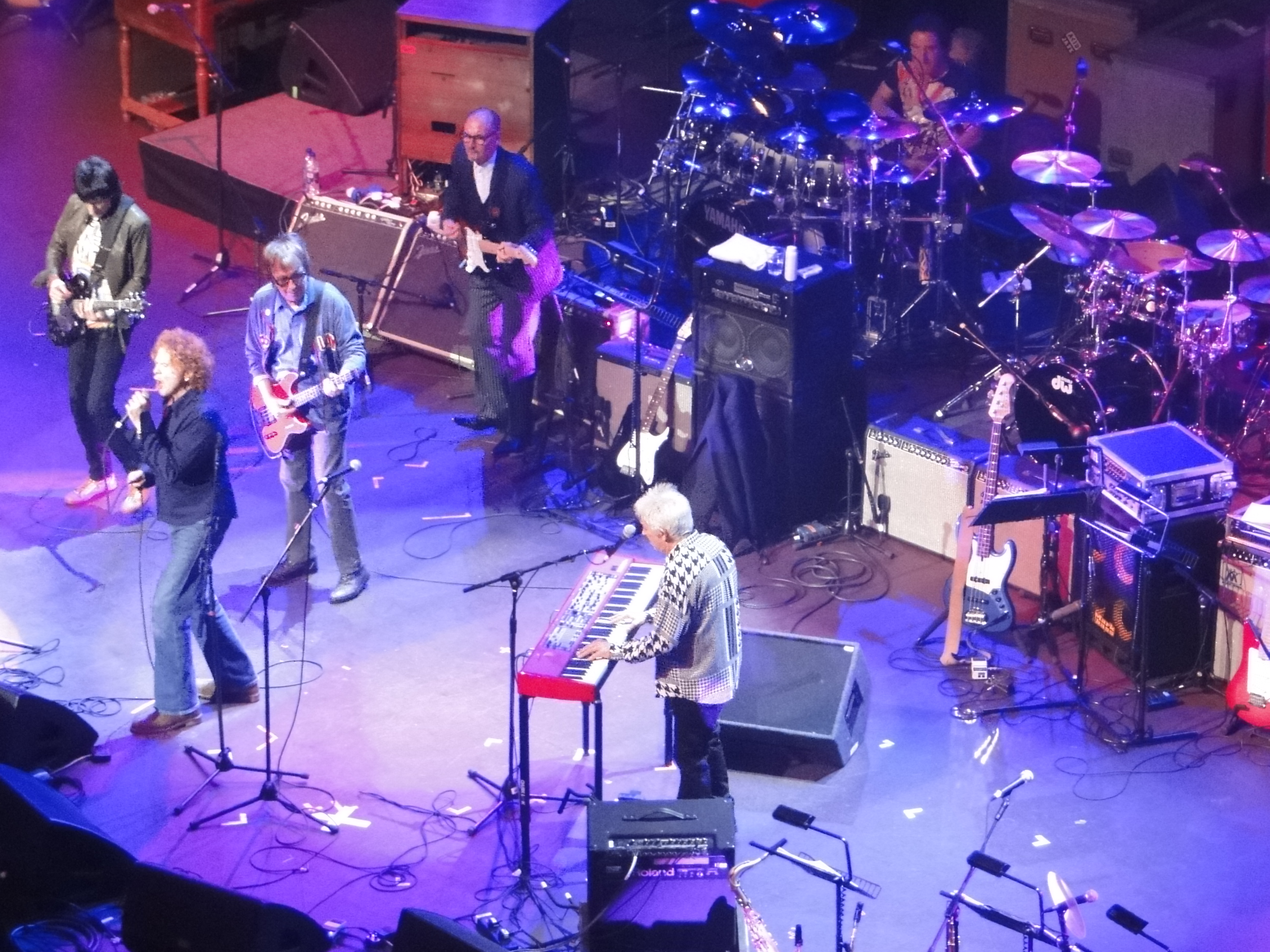
2009年10月，樂團在皇家阿爾伯特音樂廳舉辦的重聚演出

2008年6月11日，洛·史都華宣布在世的四名臉樂隊成員正在討論重聚以及設想錄製和/或至少舉行一到兩場音樂會的可能。.11月18日，洛·史都華、羅尼·伍德、伊恩·麥克拉根、肯尼·瓊斯與史都華巡演貝斯手康拉德·科爾施（Conrad Korsch）會合進行排練，「只是為了檢查他們是否能記住這些歌曲」；臉樂隊的官方重聚網站於同月早些時候推出。然而，2009年1月23日，史都華的發言人否認有任何2009年臉樂隊重聚巡演的計劃。
2009年9月24日，表演權協會音樂會員慈善基金（Performing Rights Society's Music Members' Benevolent Fund）宣布臉樂隊（無史都華）將在倫敦皇家阿爾伯特音樂廳為其的一次性慈善表演重聚。伍德在宣布音樂會時表示：「這將對我們來說非常特別，為這樣一場精彩而有聲望的活動重新團聚，可惜的是羅尼·蓮恩沒能和我們一起，但我相信他的精神與我們同在，上帝保佑他。」蓮恩的前妻凱蒂（Katy Lane）是受到該慈善機構援助的其中一員。活動於10月25日舉行，伍德、麥克拉根和瓊斯均上場演出，由米克·霍克納爾等歌手替代史都華之位，而蓮恩的貝斯部分則由比爾·懷曼擔綱。
2010年5月25日，官方宣布臉樂隊正式改組，由霍克納爾擔任主唱、由性手槍的格倫·馬特洛克擔任貝斯手。樂團在2010年和2011年都參加了不少音樂節，並在英國、比利時、荷蘭和日本舉辦演出。
小臉樂隊/臉樂隊於2012年入選搖滾名人堂。3月23日，臉樂隊宣布他們將與睽違19年的洛·史都華重聚並一同演出。然而，在入選儀式前夕，史都華因為感染流感而由霍克納爾代唱。2013年6月，肯尼·瓊斯在YouTube上接受採訪時證實，臉樂隊有意與史都華重聚，進行2014年的巡迴演出。然而，伊恩·麥克拉根於2014年12月3日去世，使此事石沉大海。
2015年9月5日，洛·史都華、羅尼·伍德和肯尼·瓊斯在赫特伍德馬球俱樂部為慈善事業進行演出，此前他們也在史都華當年1月的70歲私人生日派對上重聚。這場重聚演出廣獲讚譽，《每日電訊報》將此評為五星級並表示「值得40年的等待」。

### 對音樂的影響
雖然與同時代的何許人合唱團或滾石樂團相比，他們的成功並不及前二者，但是臉樂隊對近代搖滾復興主義者產生了相當大的影響。他們的和善、回歸基礎（以及酗酒）的表演和錄音室專輯常將他們與詛咒合唱團和性手槍等樂團聯繫在一起。

## 成員
- 肯尼·瓊斯（英语：Kenney Jones） – 爵士鼓、打擊樂器 (1969–1975、2009–2012、2015)
- 羅尼·蓮恩（英语：Ronnie Lane） – 貝斯、歌手 (1969–1973；1997年去世)
- 伊恩·麥克拉根（英语：Ian McLagan） – 鍵盤 (1969–1975、2009–2012；2014年去世)
- 洛·史都華 – 主唱 (1969–1975、2015)
- 羅尼·伍德 – 吉他、歌手 (1969–1975、2009–2012、2015)
- 山内哲夫（英语：Tetsu Yamauchi） – 貝斯 (1973–1975)
- 傑西·艾德·戴維斯（英语：Jesse Ed Davis） – 節奏吉他 (1975；1988年去世)
- 比爾·懷曼 – 貝斯 (1986、1993、2009)
- 安迪·費爾韋瑟·羅（英语：Andy Fairweather Low） – 節奏吉他 (2009)
- 米克·霍克納爾（英语：Mick Hucknall） – 主唱 (2009–2011)
- 格倫·馬特洛克（英语：Glen Matlock） – 貝斯 (2009–2012、2015)

## 作品
錄音室專輯
- 《First Step（英语：First Step (Faces album)）》（1970年3月）
- 《Long Player（英语：Long Player (album)）》（1971年2月）
- 《A Nod Is As Good As a Wink... to a Blind Horse（英语：A Nod Is As Good As a Wink... to a Blind Horse）》（1971年11月17日）
- 《Ooh La La（英语：Ooh La La (Faces album)）》（1973年3月）

## 外部連結
- 官方网站
- 官方復出新網站
- 臉樂隊在Allmusic上的頁面
- 臉樂隊在MusicBrainz上的頁面（英文）
- 臉樂隊的Discogs页面（英文）